# Chrast
Chrast – miasto w Czechach, w kraju pardubickim. Według danych z 31 grudnia 2003 powierzchnia miasta wynosiła 1784 ha, a liczba jego mieszkańców 3264 osób.
Współcześnie w granicach miasta znajduje się dawna osada Podlažice, znana z benedyktyńskiego klasztoru, w którym powstał Codex Gigas – największy istniejący średniowieczny manuskrypt na świecie.

## Demografia
| Rok             | 1970 | 1980 | 1991 | 2001 | 2003 | 2006 | 2014 |
| --------------- | ---- | ---- | ---- | ---- | ---- | ---- | ---- |
| Liczba ludności | 3239 | 3314 | 3237 | 3223 | 3264 | 3186 | 3143 |

Źródło: Czeski Urząd Statystyczny